# Piłka nożna w ZSRR
Piłka nożna (ros. Футбол fʊdˈboɫ) była najbardziej popularnym sportem w Związku Radzieckim. Głównym organem zarządzającym była Fiedieracija futboła SSSR (FFSSSR), założona w 1959. Mistrzostwa Związku Radzieckiego w piłce nożnej były jednym z najważniejszych wydarzeń sportowych kraju.
Piłkarska reprezentacja ZSRR jeden raz zdobyła mistrzostwa Europy (1960) i 2 złote medale olimpijskie (1956 i 1988). Radzieckie kluby zdobyły 3 razy Puchar Zdobywców Pucharów oraz jeden Superpuchar Europy.
W Wyższej lidze ZSRR grały najbardziej znane kluby świata, takie jak Dynamo Kijów, Spartak Moskwa, Dinamo Moskwa i Dinamo Tbilisi.

## Historia

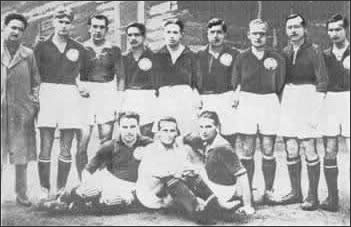
Reprezentacja ZSRR w 1924.

Przed rewolucją październikową piłka nożna była dość rozpowszechniona w carskiej Rosji. 24 października 1897 roku odbył się pierwszy oficjalny mecz w ówczesnym Imperium Rosyjskim. W Petersburgu drużyna Wasileostrowskiego Stowarzyszenia Piłkarzy z wynikiem 6:0 zwyciężyła drużynę Sport (miłośnicy sportu Petersburgu). W 1914 w Rosyjskim Sojuszu Piłkarskim znaleźli się przedstawiciele z 33 miast, a liczba drużyn piłkarskich była bliska dwustu. Zarejestrowanych piłkarzy było około pięciu tysięcy.
Zainteresowanie piłką nożną nie spadło i po rewolucji, liczba drużyn piłkarskich ciągle rosła. I wkrótce, wraz z rozgrywkami miejskimi i terytorialnymi, postanowiono rozpocząć Mistrzostwa Rosyjskiej FSRR, a potem Mistrzostwa ZSRR. Do 1936 udział brały zespoły miast i republik radzieckich.
Turnieje w latach 1922–1923 oficjalnie nazywały się „Mistrzostwa Rosyjskiej FSRR”, choć również udział wzięły zespoły Ukraińskiej SRR i Zakaukaskiej FSRR. Oba razy mistrzostwo zdobywała drużyna z Moskwy. Dopiero w 1924 zostały rozegrane pierwsze Mistrzostwo ZSRR. W sumie odbyło się pięć rozgrywek (1924, 1928, 1931, 1932 i 1935). W pierwszych trzech turniejach uczestniczyły zespoły z republik i miast, tylko w dwóch ostatnich tylko zespoły z miast. W 1934 została założona Sekcja Piłki Nożnej ZSRR, która kierowała organizację rozgrywek piłkarskich.
Jako datę rozpoczęcia rozgrywek futbolowych w ZSRR przyjmuje się 22 maja 1936, kiedy to startowały pierwsze Mistrzostwa ZSRR dla klubów piłkarskich. Dinamo Leningrad zwyciężyło w pierwszym meczu 3:1 Lokomotiw Moskwa. Od 1936, mistrzostwa ZSRR dla drużyn klubowych odbywały się corocznie, a czasem kilka razy w roku (sezony 1936, 1976), a zostały przerwane tylko raz, podczas II wojny światowej. Turnieje były znane z ich organizacyjnej niestabilności, ciągle się zmieniała liczba drużyn (od 7 do 26), niektóre zmiany nastąpiły nawet w trakcie trwania mistrzostw, turniej trwał od 57 do 282 dni, rozgrywane system jednorundowym (w 1936, 1938, 1952, 1976) lub dwurundowym, były pojedyncze i wieloetapowe turnieje (1960, 1961, 1962, 1969). Stale zmieniał się system punktacji, na przykład, za remis w różnych latach można byłoby dostać dwa punkty, jeden punkt, a czasami nawet żadnego punktu. Zmieniano nazwa turnieju: grupa „A”, klasa „A”, I grupa, I grupa klasy „A”, najwyższa grupa klasy „A”, najwyższa liga.
ZSRR została członkiem FIFA dopiero w lipcu 1946, a UEFA w 1954. 6 maja 1959 Sekcja Piłki Nożnej ZSRR została zreorganizowana w Fiedieraciję futboła SSSR. Do 1972 ze strony państwowej nad piłką nożną nadzór sprawował Komitet Sportowy ZSRR, chociaż FIFA uznawało tylko Fiedieraciję futboła SSSR. W latach 1972–1990 działalność Fiedieraciji futboła SSSR została zawieszona, przez co nastąpił gwałtowny spadek wyników drużyny narodowej ZSRR. Od 1972 do 1982 reprezentacji ZSRR nigdy nie udało się dostać do finałów Mistrzostw Świata i Europy. Dopiero w 1990 działalność Fiedieraciji futboła SSSR została wznowiona.
Narodowa reprezentacja ZSRR zakwalifikowała się do półfinałów Mistrzostw Świata w Anglii w 1966. W Mistrzostwach Europy zwyciężyła w 1960 we Francji oraz zdobyła srebrne medale w 1964 w Hiszpanii, 1972 w Belgii i 1988 w RFN. Również na igrzyskach olimpijskich zdobyła złote medale w 1956 i 1988 oraz brązowe medale w 1972, 1976 i 1980.
Najlepszymi klubami ZSRR były Dynamo Kijów – zdobywca Pucharu Zdobywców Pucharów w 1975, 1986 oraz Superpucharu UEFA w 1975, Dinamo Tbilisi – zdobywca Pucharu Zdobywców Pucharów w 1981 oraz Dinamo Moskwa – finalista Pucharu Zdobywców Pucharów w 1972. Na czołowych pozycjach były Spartak Moskwa, CSKA Moskwa i Torpedo Moskwa.
W drugiej połowie lat 80. XX wieku czołowi gracze radzieckich zespołów zaczynają wyjeżdżać do zagranicznych klubów. W 1990 roku Dinamo Tbilisi i Žalgiris Wilno zrezygnowały z rozgrywek Mistrzostw ZSRR, podobne zamiary miały i inne kluby, ale plany te zostały wdrożone dopiero po faktycznym rozpadzie Związku Radzieckiego. W 1991 zwycięstwem CSKA Moskwa zakończyły się ostatnie mistrzostwa ZSRR w piłce nożnej. O istnieniu Mistrzostw ZSRR przypomina jedynie Puchar Wspólnoty, który jest tradycyjnie rozgrywany z udziałem zwycięzców krajowych mistrzostw – byłych republik radzieckich.

## Format rozgrywek ligowych
W obowiązującym systemie ligowym do 1991 roku trzy najwyższe klasy rozgrywkowe były ogólnokrajowe (Wysszaja liga, Pierwaja liga i Wtoraja liga). Dopiero na czwartym poziomie pojawiały się grupy regionalne (mistrzostwa obwodów).

## Puchary
Rozgrywki pucharowe rozgrywane w ZSRR to:
- Puchar Związku Radzieckiego (Кубок СССР),
- Puchar Federacji Piłki Nożnej ZSRR (Кубок Федерации футбола СССР) – puchar Wyższej ligi,
- Puchar sezonu (Кубок сезона) – mecz między mistrzem kraju i zdobywcą Pucharu.